# Ансур Фернандес (граф Кастилии)
Ансу́р Ферна́ндес (исп. Ansur Fernández; умер после 3 апреля 945) — граф Монсона с 943 года и Кастилии в 944—945 годах, представитель семьи Ансурес.

## Биография
Ансур Фернандес был сыном графа Кастилии Фернандо Ансуреса. Впервые упоминается в хартии своего отца от 4 марта 921 года. Ансур Фернандес в 929 году подписал как свидетель хартию, данную графом Фернаном Гонсалесом монастырю Санта-Мария-де-Лара. Согласно испано-мусульманской хронике Ибн Хайана, в 932 году вместе с графом Сальдании поднял мятеж против короля Леона Рамиро II, но затем примирился с королём и в 939 году, по свидетельству испанских анналов, участвовал в разгроме мавров в сражении при Симанкасе.
С этого времени Ансур Фернандес стал одним из самых приближённых к Рамиро II лиц. С согласия короля он получил во владение графство Монсон (главный город — Монсон-де-Кампос) и в 943 году заселил Пеньяфьель. Это вызвало недовольство графов Кастилии Фернана Гонсалеса и Сальдании Диего Муньоса, расширение владений которых на юг теперь было ограничено графством Ансура Фернандеса. Фернан Гонсалес и Диего Муньос начали готовить мятеж против короля Леона, но в 944 году их заговор был раскрыт, оба графа были по приказу короля схвачены и лишены своих владений. Новым графом Кастилии Рамиро II поставил своего несовершеннолетнего сына Санчо, который впервые назван этим титулом в хартии от 8 мая этого года. Его опекуном был назначен Ансур Фернандес, однако вскоре, по неизвестным причинам, Санчо лишился графства, хотя и продолжал жить в столице Кастилии, городе Бургос. Титул графа Кастилии получил сам Ансур Фернандес. Первая хартия, подписанная им этим титулом, датирована 23 августа, последняя — 1 декабря 944 года. Весной 945 года король Леона Рамиро II примирился с Фернаном Гонсалесом и Диего Муньосом и возвратил им их владения. Фернан Гонсалес упоминается как граф Кастилии уже в хартии от 22 апреля того года. Потеряв Кастилию, Ансур Фернандес возвратился в своё графство Монсон, но остался верным вассалом короля Леона.
В последний раз Ансур Фернандес упоминается 3 апреля 945 года, когда, уже не имея титула графа Кастилии, он подписал как свидетель хартию, данную королём Рамиро II монастырю в Саагуне. О дальнейшей его судьбе сведений нет. Преемником Ансура Фернандеса в графстве Монсон стал его старший сын Фернандо Ансурес.
Граф Ансур Фернандес был женат на Готроне, дочери графа Нуньо Веласкеса. Детьми от этого брака были:
- Фернандо Ансурес (умер после 23 апреля 978) — граф Монсона
- Овеко (умер после 28 января 945)
- Муньо (или Нуньо) (умер после 945)
- Гутьер
- Гонсало (умер после 15 мая 984)
- Тереза (умерла после 997) — не позднее 26 апреля 960 года замужем за королём Леона Санчо I Толстым (умер в 966 году).